# Charley Toorop
Annie Caroline Pontifex Fernhout-Toorop, más conocida como Charley Toorop (Katwijk, 24 de marzo de 1891-Bergen, 5 de noviembre de 1955) fue una pintora neerlandesa, adscrita al expresionismo. Hija del pintor Jan Toorop, recibió la influencia del simbolismo de parte de su padre, pero más tarde evolucionó hacia un estilo más personal, de corte expresionista.

## Biografía
Charley Toorop nació en Katwijk, Países Bajos. Era hija del también pintor Jan Toorop y de Annie Hall. Se casó con el filósofo Henk Fernhout en mayo de 1912, del que se divorció en 1917. Uno de sus hijos, Edgar Fernhout (1912–1974), también fue pintor. Su otro hijo, John Fernout (1913–1987), se hizo director de cine, trabajando a menudo con Joris Ivens. Cómo director de cine utilizaba algunas veces el nombre de John Ferno. La nuera de Charley Toorop fue la conocida fotógrafa judía Eva Besnyö (1910–2003), que se casó John en 1933.
En la biografía on-line del poeta neerlandés Hendrik Marsman que aparece en la web del Dutch Library Museum se menciona a Charley Toorop como una de las mujeres con las que Marsman tuvo una relación antes de casarse en 1929.
Toorop vivió en diferentes lugares a lo largo de su vida, y a partir de 1932 estableció su residencia en Bergen, North Holland, una ciudad en la que había estado previamente entre 1912-1915 y también entre 1922-1926. Diseñó y encargó una vivienda a la que se denominó “De Vlerken" situada en la calle Buerweg 19. La casa sigue en pie, aunque el fuego destruyó el tejado que fue sustituido por uno de tejas. CharleybToorop murió en Bergen el 5 de noviembre de 1955.

## Carrera profesional

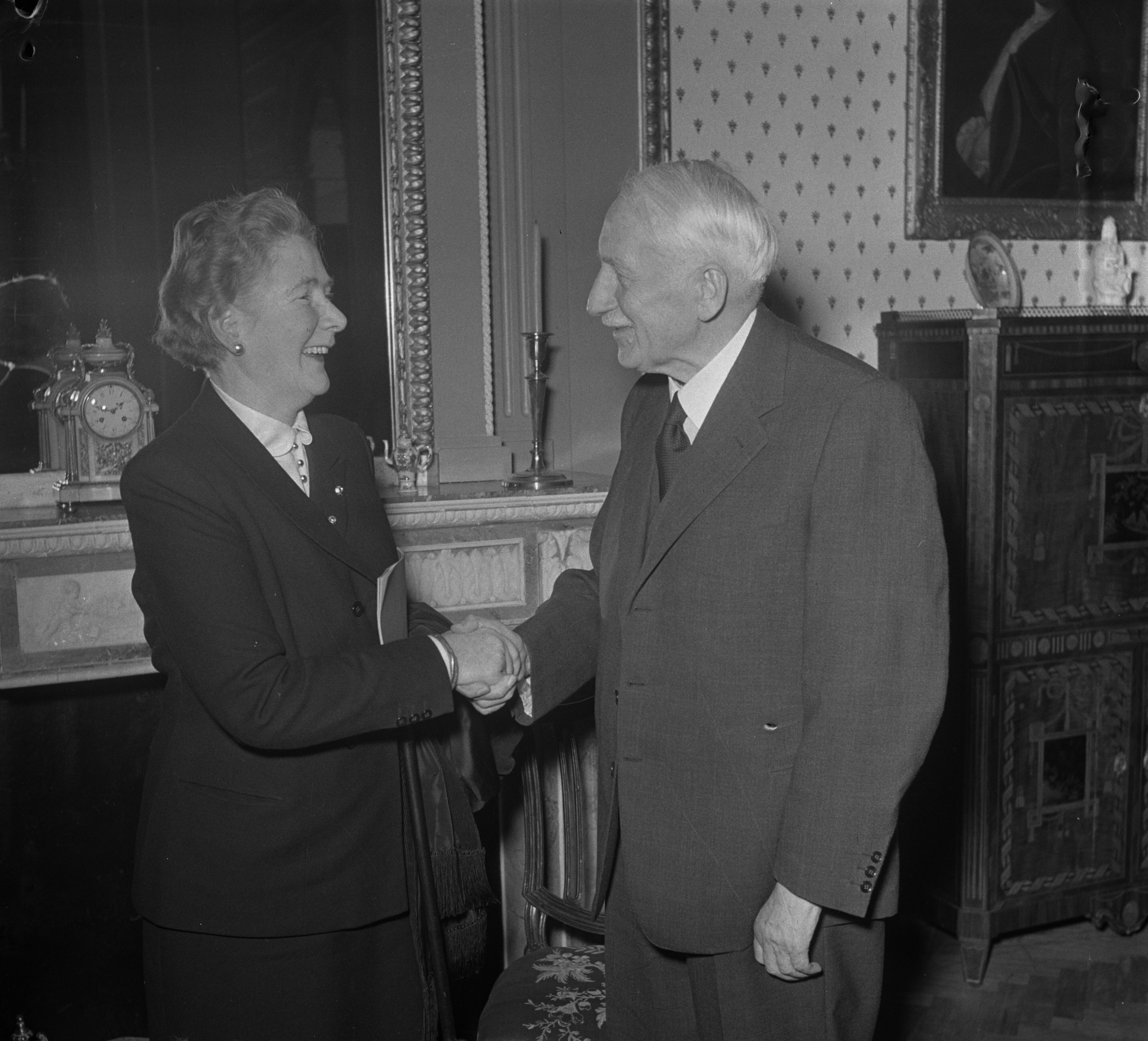
Charley Toorop y Maurits Uyldert en 1953

En 1916 se convirtió en un miembro del grupo de artistas llamado Het Signaal (La Señal), que representaba un profundo sentido de la realidad mediante el uso de colores y líneas muy acentuadas y feroces contrastes de colores. Por esta razón se considera que Toorop formaba parte de la Escuela de Bergen. Toorop forjó amistad con otros artistas, entre los que se encontraban Bart van der Leck y Piet Mondriaan.
En 1926 se fue a vivir a Ámsterdam, donde su pintura recibió la influencia del cine, con figuras aisladas iluminadas como por lámparas en un set de filmación. Sus bodegones muestran en esa época un cierto parentesco con el cubismo sintético de Juan Gris. Desde los años 1930 pintó muchas figuras femeninas, así como desnudos y autorretratos con un estilo potente y realista, de un realismo con un cierto toque mágico. Es bien conocida su obra Tres generaciones (Drie generaties), 1941-1950, que se encuentra en el Museo Bojimans Van Beuningen, Róterdam, que es un autorretrato, un retrato de su padre y uno de su hijo Edgar, en el que combina el realismo con el simbolismo.
Muchas de sus obras pueden verse en el Museo Kröller-Müller de Otterlo.